# (4015) Wilson-Harrington
(4015) Wilson-Harrington, inaczej 107P/Wilson-Harrington – małe ciało Układu Słonecznego zaliczane do planetoid z grupy Apolla (w tym kontekście używane jest pierwsze oznaczenie) oraz do komet okresowych (drugie oznaczenie). Okrąża Słońce w ciągu 4 lat i 103 dni w średniej odległości 2,64 j.a. Jako kometa obiekt ten został odkryty 19 listopada 1949 roku w programie Palomar Observatory Sky Survey.
Ponownie została odkryta 15 listopada 1979 roku w Obserwatorium Palomar przez Eleanor Helin i została zaliczona do planetoid z grupy Apollo. Nazwa planetoidy, podobnie jak w wypadku komet, pochodzi od pierwszych odkrywców, dwóch amerykańskich astronomów Alberta Wilsona oraz Roberta Harringtona. Przed nadaniem nazwy obiekt jako kometa otrzymał oznaczenie C/1949 III (C/1949g), a jako planetoida (4015) 1979 VA.